# Sir Godfrey Tibbett
Sir Godfrey Tibbett é uma personagem do filme 007 Na Mira dos Assassinos (A View to a Kill), décimo-quarto da série cinematográfica de James Bond e último com Roger Moore no papel do espião britânico. Ela é interpretada nas telas pelo ator britânico Patrick Macnee.

## Características
Tibbett é um distinguido veterano de guerra que colabora com o MI-6 com sua vasta experiência e conhecimento na área de cavalos. Bastante composto e de modos refinados em suas cenas, algumas delas cômicas, a pedido de M ele ajuda Bond a investigar os cavalos sempre vencedores de Max Zorin, suspeitos de dopagem.

## No filme
Durante uma corrida de cavalos em Royal Ascot acompanhada por Bond, M, Q e Miss Moneypenny e onde também se encontram Zorin e seus capangas, Tibbett é apresentado a 007 como um especialista em cavalos e ele comenta com os homens do MI-6 que jamais viu um cavalo ter tanto poder de arrancada nos estágios finais de uma corrida como o demonstrado pelo cavalo "Pegasus", de Zorin, que acabou de vencer o páreo vindo de trás, criando uma suspeita de dopagem. Ele então acompanha Bond, se passando por seu motorista, ao leilão internacional de cavalos promovido pelo vilão em seu castelo em Chantilly, na França. De noite, os dois descobrem os laboratórios secretos e os armazéns de Zorin no castelo, onde os dopings e as cirurgias nos cavalos são realizadas.
Na manhã seguinte, durante a investigação de Zorin sobre 007, a identidade do espião é descoberta e o vilão resolve matá-lo mas Bond consegue escapar. Tibbett, porém, não tem a mesma sorte, e quando sai para lavar o carro, é estrangulado dentro de um lava-jato por May Day, que havia se escondido no banco de trás na saída do castelo, por ordens de Zorin.